# Sheila Bappoo
Sheila Bappoo est une femme politique mauricienne, plusieurs fois ministre et militante pour les droits des femmes ainsi que dans le domaine social pendant 40 ans. Elle a été notamment ministre de la sécurité sociale, de la solidarité nationale et des institutions de protection des personnes âgées à Maurice de 2005 à 2010. Elle a également occupé le poste de ministre de l'égalité des sexes, de la protection de l'enfance et du planning familial de 1983 à 1995 et de 2010 à 2011. 

## Biographie
Sheila Bappoo est enseignante jusqu'en 1977.
En parallèle, elle s'engage en politique et prend la tête du Mouvement militant mauricien,  secrétaire générale du parti jusqu'en 1975. Elle décide de se retirer au profit d'Anerood Jugnauth, qui en devient président. Sheila Bapoo est élue conseillère municipale de Beau Bassin-Rose Hill, où elle est nommée maire adjoint en 1977.
Une scission de son parti crée un clivage entre le nouveau Premier ministre Anerood Jugnauth et le chef du parti Paul Berenger. En 1983, ils annoncent finalement la fin de leur alliance. Jugnauth propose la création d'un nouveau parti sœur du MMM avec les membres qui ne sont pas d'accord avec Paul Berenger, dont Sheila Bappoo. Elle rejoint alors Jugnauth dans son nouveau parti appelé Mouvement socialiste militant (MSM). Ce parti remporte les élections de 1983. Jugnauth reste Premier ministre avec une nouvelle équipe, et Bappoo est nommée ministre des Droits de la femme.
Elle reste ministre jusqu'en 1995. En 1996, Rama Sithanen, Alain Laridon et Sheila Bappoo constituent un nouveau parti, le Rassemblement pour la réforme (RPR), allié au PMSD pour les élections municipales et y obtenant 25 % des voix. 
Lors des élections de 2005, elle a été candidate du Parti travailliste (Maurice) avec la coalition Alliance Sociale Alliance Sociale (PTR-PMXD-LVF-MR-MMSM) et est élue dans la circonscription n° 16. Lors des élections suivantes, en 2010, elle est de nouveau élue dans la même circonscription sous la bannière du Parti travailliste (coalition PTR-PMSD-MSM). 
Elle reprend alors un parcours ministériel. De juillet 2005 au 11 mai 2010, elle occupe le poste de ministre de la sécurité sociale, de la solidarité nationale et des institutions de protection et de réforme des personnes âgées. Le 11 mai 2010, son portefeuille devient l'égalité des sexes, au développement de l'enfant et au bien-être de la famille, et elle a continué jusqu'au 7 août 2011. Le 18 août 2011, elle redevient ministre de la sécurité sociale, de la solidarité nationale et des institutions de réforme du bien-être. En début d'année 2015, Sheila Bappoo se retire de la politique, à 67 ans, après 40 ans de militantisme, en particulier pour la cause féministe. 